# Santa María Sola
Santa María Sola là một đô thị thuộc bang Oaxaca, México. Năm 2005, dân số của đô thị này là 1490 người.